# Kobylica (przyrząd)

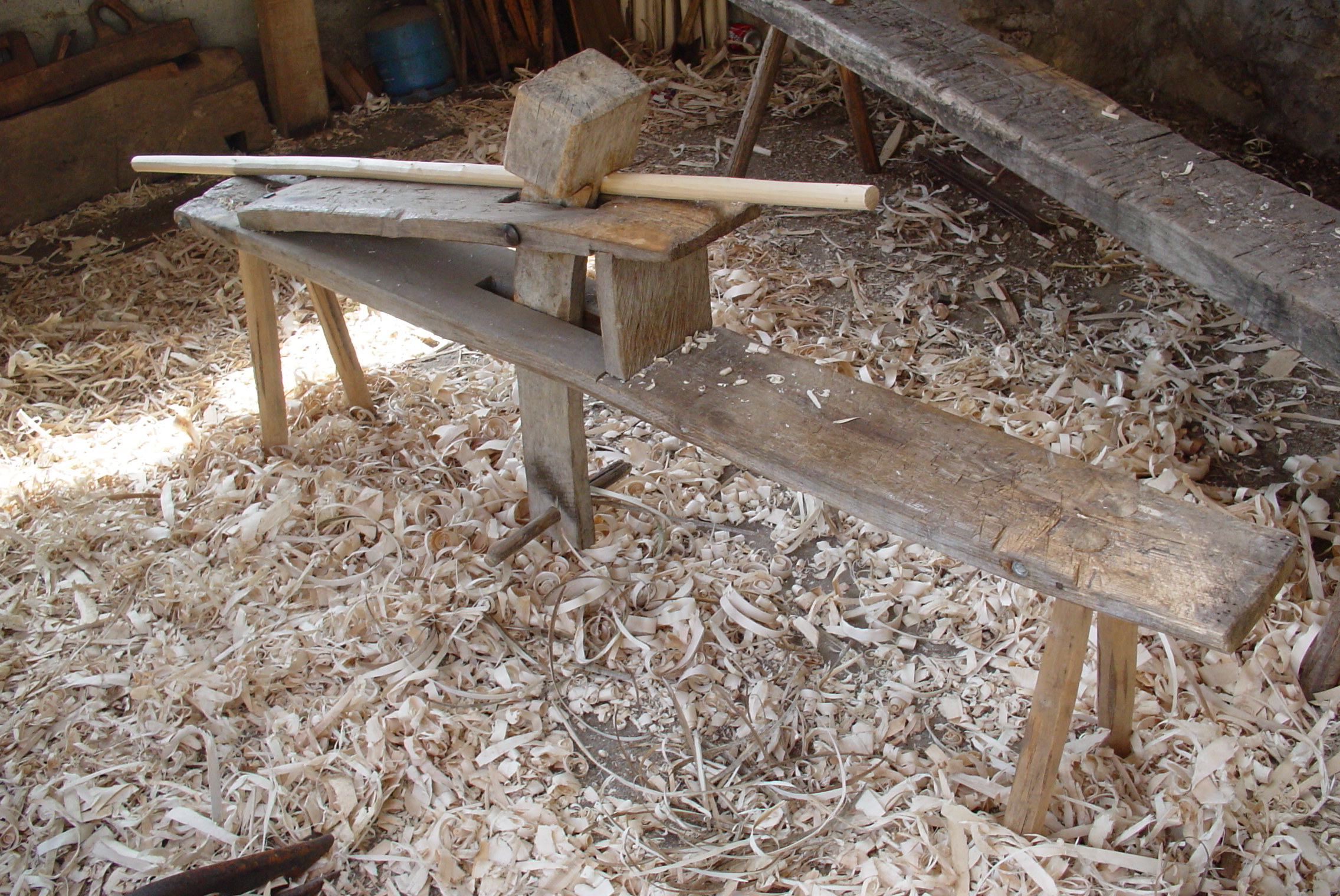
Kobylica

Kobylica – drewniany przyrząd, swoisty rodzaj prostego imadła połączonego z ławką, używany do obróbki drewna przez kołodziejów, bednarzy, stolarzy, także do wstępnej obróbki przed toczeniem.

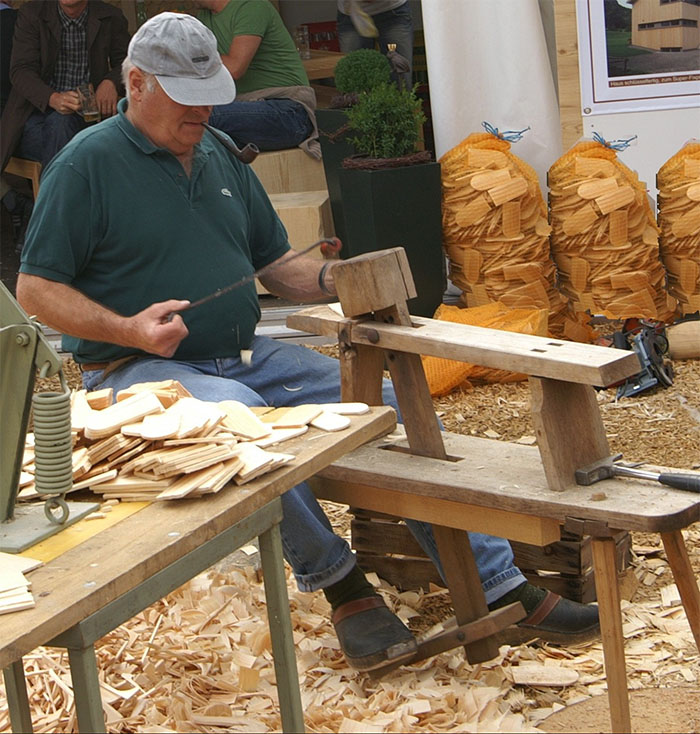
Praca z użyciem kobylnicy

Drewniana ławka posiada zamocowany krótki, wąski, drewniany blat, na którym układany jest obrabiany kawałek drewna. Poddawany obróbce element przytrzymywany jest i dociskany do blatu przez drewniany klocek, tzw. głowę, zamocowany na trzonku, przechodzącym przez otwór w blacie i ławce, zakończonym u dołu drewnianym pedałem/dźwignią. 
Operator podczas pracy siedzi okrakiem na ławce, stopą wywiera regulowany nacisk na pedał, co powoduje odpowiedni docisk umieszczonego na wierzchu klocka do blatu, powodując w ten sposób stabilne mocowanie obrabianego elementu.